# Willem van Moerbeke

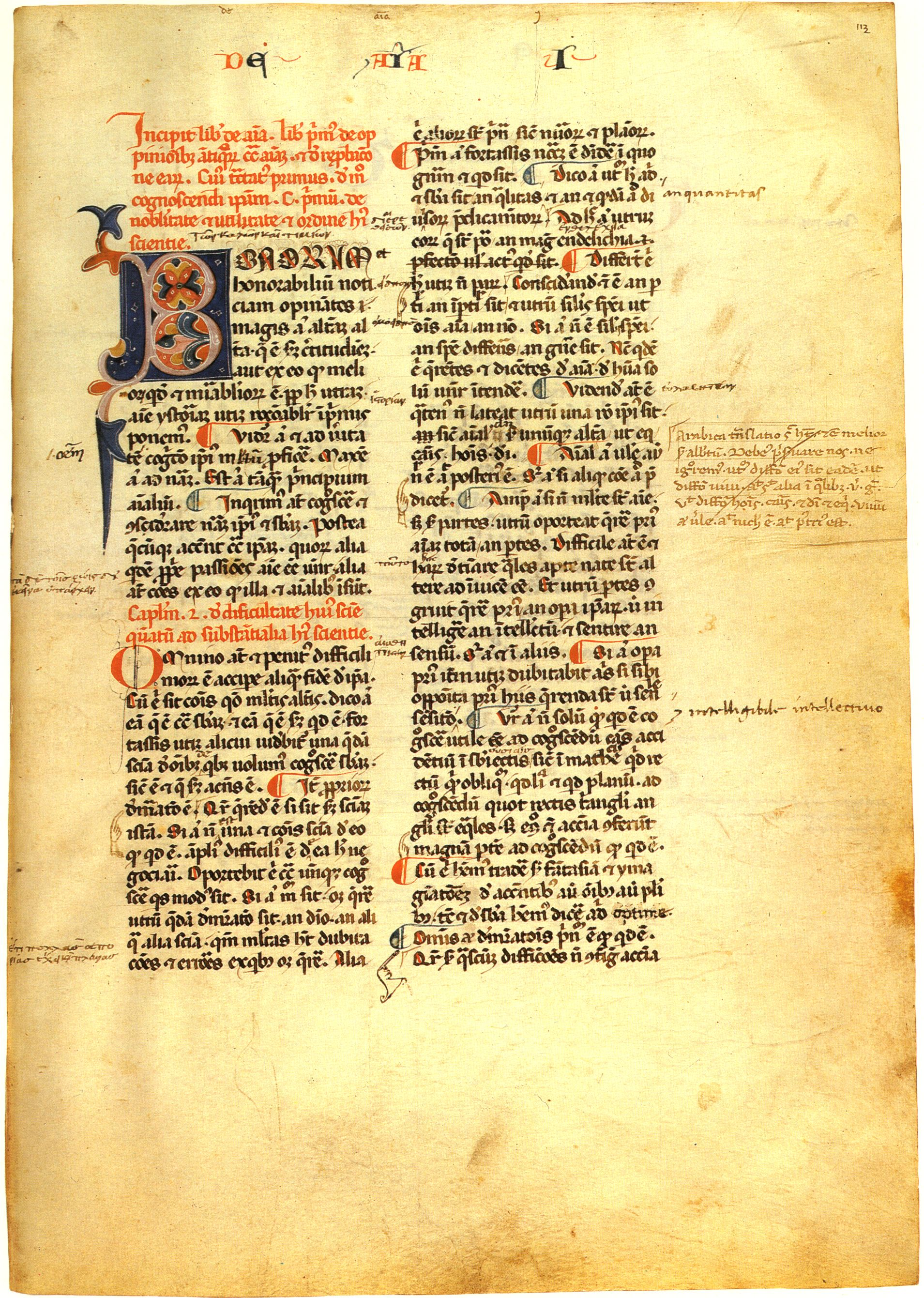
Handschrift van De anima in een vertaling van Willem van Moerbeke

Willem van Moerbeke, gelatiniseerd Guillelmus de Morbeka (Moerbeke, circa 1215 – Italië, circa 1286) was een Vlaamse geestelijke, diplomaat en vertaler. Vele werken over filosofie, geneeskunde en astronomie zette hij rechtstreeks over van het Oudgrieks naar het Latijn, zonder tussenstap via het Syrisch en/of Arabisch. Nagenoeg de volledige werken van Aristoteles maakte hij zo beschikbaar, in de versie die ingang vond aan de Universiteit van Parijs en die werd gebruikt door Thomas van Aquino voor zijn invloedrijke commentaren. Ook was hij aartsbisschop van Korinthe (1276-1286).

## Biografie
Willem van Moerbeke was een dominicanermonnik. Over zijn opleiding is niets bekend. Volgens een onbetrouwbare overlevering trad hij in in het predikherenklooster van Leuven. Het kapittel-generaal van zijn orde stuurde hem als missionaris naar Griekenland, waar hij in 1260 is gesignaleerd. Hij reisde van Thebe naar het keizerlijk hof in Nicea. Paus Urbanus IV riep hem in 1262 naar Italië, waar hij contact zal hebben gehad met Thomas van Aquino en Albertus Magnus. Ten laatste in 1267 fungeerde Van Moerbeke te Viterbo aan de Curie als pauselijk penitentiarius. In 1274 was hij aanwezig bij het Tweede Concilie van Lyon. Hij ontmoette er Hendrik Bate van Mechelen, met wie hij tot aan zijn dood bevriend zou blijven. Van 9 april 1278 tot zijn dood was hij aartsbisschop van Korinthe (Korinthië), een Latijnse (dat wil zeggen rooms-katholieke) enclave in het orthodoxe Griekenland. Hij voerde correspondentie met vooraanstaande geleerden van zijn tijd, onder wie Thomas van Aquino. Waarschijnlijk stierf hij plots terwijl hij in Italië was. De administratie van paus Honorius IV verstuurde op 26 oktober 1286 een uitspraak over zijn opvolging, waarover betwisting bestond.

## Vertalingen

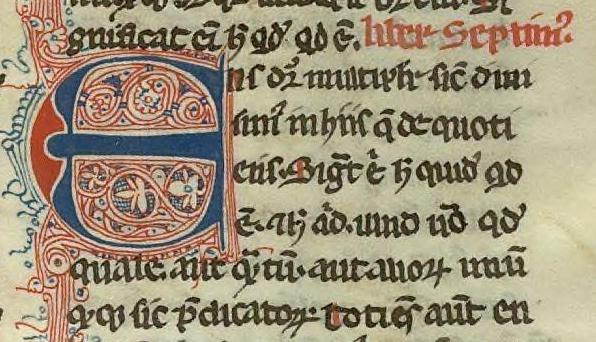
Begin van boek 7 van de Metafysica van Aristoteles

Op verzoek van Thomas van Aquino vertaalde Willem van Moerbeke de volledige werken van Aristoteles en verbeterde de vertalingen van anderen. Slechts weinigen beheersten het oude Grieks en vroegere vertalingen waren vaak onvolledig en van een twijfelachtige kwaliteit, ook al omdat deze zich soms hadden gebaseerd op Syrische versies (zoals Gerard van Cremona). Zo kon het gebeuren dat in de dertiende eeuw de werken van Aristoteles voor een bron van filosofische en natuurwetenschappelijke misvattingen werden gehouden. Daarin bracht Willem van Moerbeke gevoelige verbetering, omdat zijn vertalingen rechtstreeks op de Griekse bronteksten waren gebaseerd. Hij was enorm productief en liet enkel het Organon terzijde.
Willem van Moerbeke vertaalde ook andere bekende werken naar het Latijn, zoals verhandelingen van Archimedes, Heron van Alexandrië en Galenos. Voorts nam hij neoplatonisten als Simplikios en Proklos onder handen. Vooral de receptie van de Institutio Theologica van die laatste was van belang. Zijn teksten werden ruim verspreid door de dominicanen en bleven in gebruik na de introductie van de boekdrukkunst. Pas in de 16e eeuw werden ze vervangen door nieuwe versies.
Hoewel al in zijn eigen tijd werd geklaagd dat de vertalingen van Willem "niet elegant" zouden zijn, worden ze toch vaak om hun zorgvuldigheid en grammaticale correctheid geroemd. Bij jargonwoorden gebruikte hij vaak een transcriptie, om het woord dan uit te leggen in een glosse. Dankzij zijn minutieuze vertaalstijl wordt zijn werk nog gebruikt voor moderne tekstedities, want hij beschikte over kwalitatieve manuscripten die in sommige gevallen verloren zijn gegaan. Het valt zelfs voor dat zijn vertalingen de enige toegang vormen tot het origineel omdat geen Griekse tekst is bewaard. 

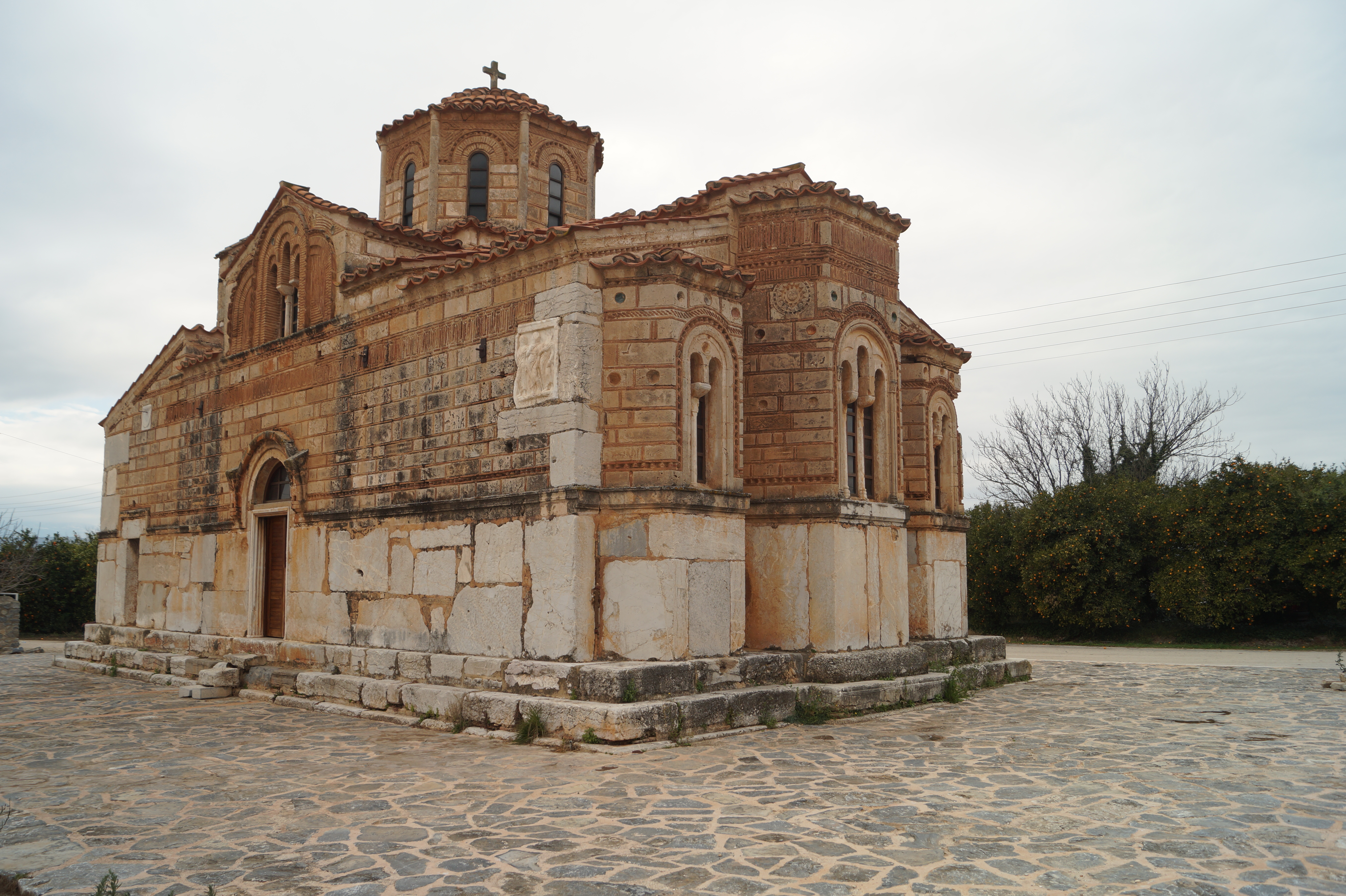
De kerk van Merbaka, waarschijnlijk gebouwd rond 1280 in opdracht van Willem van Moerbeke

## Merbaka
Het Griekse dorp Merbaka bij Nafplio, sinds 1953 hernoemd tot Agia Triada, is waarschijnlijk genoemd naar Willem van Moerbeke. Als aartsbisschop liet hij er rond 1280 een Byzantijnse kerk met Latijnse details bouwen.

## Afkomst
In het voormalige graafschap Vlaanderen liggen drie Moerbekes die in aanmerking komen als geboorteplaats van Willem: Moerbeke bij Geraardsbergen, Moerbeke-Waas bij Lokeren en Moerbeke bij Sint-Omaars. Waar traditioneel het eerste Moerbeke werd vooropgesteld als Willems geboorteplaats, is recent het laatste naar voren geschoven als meer waarschijnlijk. In zijn vertalingen van dierennamen duiken sporadisch Vlaamse woorden op (spegtha, mewe), en iets frequenter Frans-Picardische (plaiz, mauviz, porespine). Dat strookt met een opvoeding in een tweetalige streek, al valt niet helemaal uit te sluiten dat hij het Frans nadien zou hebben geleerd. Bovendien is zijn aanwezigheid in Griekenland in verband gebracht met Nicolaas II van Saint-Omer, die daar toen heerste en dus een streekgenoot van Willem van Moerbeke zou zijn geweest.